# كارلوتا بوستيلو
كارلوتا بوستيلو غارسيا ديل ريال (مدريد، 1 نوفمبر 1939) سياسية إسبانية.

## حياتها
درست علوم سياسية وتاريخ النسوية والاشتراكية. تنتمي للحزب الاشتراكي العمالي الإسباني منذ 1974 وفي عام 1976 شاركت في تأسيس جبهة تحرير المرأة [الإنجليزية].
كانت عضوة عن مدريد بحزب العمال الاشتراكي الإسباني في الهيئة التشريعية التأسيسية [الإنجليزية] (1977-1979) دافعت عن تشريع موانع الحمل والمساواة الدستورية. كانت أول مديرة لمعهد المرأة الإسباني (1983-1988).
أتت من أسرة اشتراكية وليبرالية حيث تلقت تعليما قائما علي مبادئ المساواة في مدرسة مجانية التعليم [الإنجليزية].
كارولتا حاصلة علي شهادة من كلية العلوم السياسية من جامعة كمبلوتنسي بمدريد.
انضمت كارلوتا إلى الحزب الاشتراكي العمالي الإسباني في عام 1974 عن عمر 35 عاما. بعد التجديد الذي تبع مؤتمر سورينس، علي الرغم من ان التزامه بالاشتراكية يعود تاريخه الي نهاية الخمسينات.

## حياتها العملية
عادت إلى إسبانيا بعدمت عاشت في المنفى مع زوجها لبضع سنوات في باريس. لقد اتصلت بجمعيات ربات البيوت والرابطة الإسبانية للجامعيات [الإنجليزية]، وأنشأت مع مناضلين آخرين من الحزب الاشتراكي، مجموعة المرأة والاشتراكية، التي بدأت بشكل غير رسمي في منتصف عام 1975.
شاركت في عام 1975 في مجلس الحزب الاشتراكي العمالي الإسباني عن المرأة في عرضه الأول. انتخبت نائبة عن مدريد في ترشيح الحزب الاشتراكي العمالي الإسباني في الانتخابات العامة عام 1977 [الإنجليزية]، دافعت عن تشريع موانع الحمل والمساواة الدستورية.
كانت أول رئيسة لمعهد المرأة [الإنجليزية] بإسبانيا (1983-1988)، أُنشئت بموجب القانون في عام 1983 كهيئة مستقلة في وزارة الثقافة [الإسبانية]، لتحل محل الإدارة الفرعية السابقة المعنية بوضع المرأة.
من عام 1985 إلى عام 1996 كانت جزءًا من اتفاقية القضاء على جميع أشكال التمييز ضد المرأة بالأمم المتحدة. في عام 1988 تم تعيينها وكيلة وزارة الشؤون الاجتماعية برئاسة ماتيلدا فرنانديز. استقالت من المنصب في أكتوبر 1990 مؤكدتا أنها ستغادر بسبب الإرهاق.

### حقوق المرأة
كانت جزءًا من بدايات الحركة النسوية في إسبانيا. وفقًا للباحثة فرانسيسكو أرييرو رانز، في أواخر الستينيات وأوائل السبعينيات، كانت جزءًا من الحركة الديمقراطية النسائية إلى جانب نساء أخريات من أصل اشتراكي مثل هيلجا سوتو [الإسبانية] أو جراسييلا أونيا.
في عام 1975 كانت واحدة من المروجين الرئيسيين لمجموعة النساء والاشتراكية.
مدافعة عن الحصة، والمساواة في الأحزاب، تخلت عن إدراجها في قوائم الحزب الاشتراكي في الانتخابات التشريعية في مارس 1979، معتبرة أن عدد النساء المشمولات لم يكن كافياً.
كانت مشاركتها أساسية في قانون الطلاق الذي أُقر في إسبانيا في 22 يونيو 1981.
مدافعة عن الحقوق الجنسية والإنجابية، ملتزمة بالنضال من أجل الحق في الإجهاض، كانت تؤيد قيام الحزب العمال الاشتراكي الإسباني بوضع «قانون الموعد النهائي» التي تسمح للمرأة ان تقرر بحرية اثناء أول ثلاثة أشهر بأكبر قدر من المعلومات، بدعم من اليسار المتحد.
وفيما يتعلق بالبغاء، دعت إلى معالجة الدعارة كقضية سياسية، تمت مناقشتها في جميع أنحاء المجتمع، تمامًا كما حدث مع سوء المعاملة والعنف ضد المرأة. كهدف مباشر، يجب احترام حقوق الإنسان الخاصة بالبغايا. والهدف على المدى الطويل، هو أن تختفي الدعارة.
من 1994 إلى 1999، كانت بوستيلو الرئيسة المؤسسة لمؤسسة المرأة [الإسبانية]، وهي منظمة التي واصلت منها العمل في الدفاع عن حقوق المرأة والتي تشغل حاليًا منصب الرئيس الفخري لها.
في مايو 2020، تخلت عن الهبة الاقتصادية (15000 يورو) التي حصلت عليها بجائزة لويزا دي ميدرانو الدولية للمساواة، لتخصيصها للموارد لصالح النساء ضحايا العنف القائم على أساس النوع الاجتماعي والتي تم إنشاؤها في سياق كوفيد-19.

## الجوائز
- جائزة المرأة التقدمية-(1995).[17]
- الجائزة الدولية للمساواة - لويزا دي ميدرانو 2020، الممنوحة من طرف حكومة منطقة قشتالة لامانشا [الإنجليزية][18]

## الأعمال
- تأملات حول المرأة والنسوية (بالإسبانية: Reflexiones sobre mujer y feminismo)‏ (1977)[19]
- بديل نسوي (بالإسبانية: Una alternativa feminista)‏(1979)[19]